# Língua yevanic
Yevanic, também conhecido como Judæo-Grego, Romaniyot, Romaniote,  Yevanitika  é uma língua Helênica, um dialeto da língua grega antigamente falada pelos Romaniotes e pelos Caraítas de Constantinopla (no caso chamada Karaitika ou Karæo-Grego). Os Romaniotes são um grupo de judeus da Grécia no Levante está documentada desde o Império Bizantino. Sua linhagem linguística vem do Koiné, língua falado principalmente por judeus helenísticos em toda a região. Nela se incluem elementos do Hebraico e do Aramaico. Era mutuamente inteligível com os dialetos gregos da população cristã. Os Romaniotes usavam o alfabeto hebraico para escrever textos em [[língua grega|grego] e em Yevanic.

## Origem do nome
O termo "Yevanic" é uma criação artificial da palavra Bíblica 'Yāwān' 'referente aos Gregos e as terras onde os gregos habitavam. O termo é uma sobre-expressão da palavra grega Ἰωνία (Jônia em português) dos gregos (então) mais orientais para todos os demais.

## Geografia
Um pequeno número de judeus Romaniotes nos Estados Unidos, Israel, Grécia e Turquia têm um pequeno conhecimento da língua judeu-grega. O idioma está em risco de extinção e pode morrer completamente. Não há programas de preservação para promover ou reviver o mesmo.
Há ainda cerca de 35 falantes em Israel, a maioria está localizada em Jerusalém.

## História
Após a remoção dos da Espanha em 1492, muitos judeus sefarditas buscaram proteção e abrigo no Império otomano. Depois disso, foram formadas comunidades importantes desses sefarditas, comunidades notáveis foram localizadas em Salônica, conhecida como Jerusalém dos Balcãs. Hoje, há um monumento em Salônica em memória e em homenagem aos judeus gregos daquela cidade que foram mortos em campos de extermínio nazistas]]. As populações de romaniotas preexistentes foram, em sua maioria, assimiladas na maior população de pessoas mais ricas de língua ladino sefardita que logo foi sinônimo de judeus gregos.
A imigração de pessoas de língua italiana e espanhola para a Grécia no final do século XV alterou a cultura e vernáculo dos judeus gregos. Muitas localidades adotaram a língua e os costumes judeu-espanhóis, no entanto, outras mantiveram a antiga tradição falante, chamada "Romaniote" e a fraseologia grega. No início do século XX, os judeus que viviam em lugares como Janina,  Arta, Preveza e Cálcis ainda falavam uma forma de grego que diferenciou ligeiramente o grego dos seus vizinhos cristãos. Essas diferenças, semanticamente não vão além dos fenômenos fonéticos, de entonação e léxicos. É diferente de outras línguas judaicas, na medida em que não há conhecimento de qualquer fragmentação de idioma que tenha ocorrido.

## Literatura
Há alguma literatura Yevanic que data do início do período moderno, o documento mais abrangente sendo uma tradução do Pentateuco. Uma edição poliglota da Bíblia publicada em Constantinopla em 1547 tem o texto hebraico no meio da página, com uma tradução em Ladino (Judeu-Espanhol] de um lado e uma tradução de Yevanic no outro.
Em seu contexto, este cultivo excepcional do vernáculo tem seu analogia na escolha do grego helenístico pelo tradutor da [[Septuaginta] e no Novo Testamento.

## Situação atual
Já não há falantes nativos de Yevanic, ou menos de 50 falantes, pelas seguintes razões:
- A assimilação cultural das pequenas comunidades romaniote pelas mais numerosas de judeus Sefarditaso falantes  do Ladino.
- A emigração de muitos Romaniotes para os Estados Unidos e Israel;
- O assassinato de muitos dos Romaniotes durante o Holocausto; Os sobreviventes eram muito poucos para continuar um ambiente em que essa linguagem era dominante. As gerações mais recentes dos sobreviventes mudaram-se para novos locais como a Grécia, Israel e os Estados Unidos e agora falam as línguas respectivas desses países; [12]
- A adoção por assimilação de línguas majoritárias por assimilação.

Os judeus têm um lugar de nota na história do grego moderno. Eles não foram afetados pelo grego ático e usaram o atual vernáculo coloquial que transcreveram em letras hebraicas. Os romaniotes foram judeus estabelecidos no Império Romano Oriental, muito antes de sua divisão de sua contraparte ocidental, e eles foram assimilados linguisticamente antes de deixar o Levante após o decreto de Adriano contra eles e sua religião. Como consequência, eles falavam grego, a língua da maioria esmagadora da população no início da era bizantina e a da elite grega depois disso, até a queda do Império Otomano. Não havia nenhuma razão para a assimilação do Ladino uma vez que as comunidades estavam separadas geograficamente ou tinham sinagogas diferentes e, assim, suas liturgias diferiam muito. Em vez disso, os falantes do Ladino foram equiparados linguisticamente em áreas de língua grega e o uso do jargão Ladino diminuiu entre os idosos.

## Amostra de  texto
Yevanict (Jonas 1:1-2)
קֵאִיטוֹן פְרוֹפִיטִיאָהקִירִיאוּ פְּרוֹשׁ יוֹנָה אִיוּ אֲמִתָּי טוּאִיפִּין׃ אַנַשְׁטָאפּוֹרֶבְגוּ פְּרוֹשׁ נִנְוֶה טִין בּוֹלִי טִין מֶגָלי יאָלָלִישֶידִֿקֶ אִיפִּי אַפְטִין אוֹטִי אֶנֶבִין קָקִיאָהאִי אַפְטִין אֶנוֹפִּיאוֹמוּ
Transliterado
Ke itοn prοfitía Kiriu pros Iona iu Amitaï tu ipin: "Anásta, pοrevghu pros Ninve tin poli tin megháli ke dialálise epi aftin oti enevin i kakia aftin enopion mu."
Português
A palavra do Senhor veio a Jonas, filho de Amittai, dizendo: "Levanta-te, vai a Nínive, a grande cidade e clama contra ela, porque a sua maldade subiu diante de Mim".